# Giuseppe Abbati
Giuseppe Abbati (ur. 13 stycznia 1836 w Neapolu, zm. 21 lutego 1868 we Florencji) – włoski malarz, należący do ruchu macchiaioli.
Studiował w Akademii Sztuk Pięknych w Wenecji pod kierunkiem Michelangelo Grigolettiego. Brał udział w kampanii 1860 roku Garibaldiego, w bitwie pod Capuą stracił prawe oko. Następnie przeniósł się do Florencji, gdzie w Caffe Michelangiolo poznał malarzy Giovanni Fattoriego i Silvestro Lega. W tym czasie zainteresował się malarstwem plenerowym, jego działalność artystyczną przerwał udział w wojnie w 1866 roku. Po pobycie w niewoli austriackiej zamieszkał w Castelnuovo della Misericordia i zajął się malowaniem wiejskich pejzaży. W grudniu 1867 po ugryzieniu przez własnego psa zachorował na wściekliznę i dwa miesiące później zmarł.
Abbati malował początkowo sceny rodzajowe we wnętrzach i portrety. Pod wpływem malarzy należących do ruchu macchiaioli zainteresował się pejzażem. Jego obrazy charakteryzuje śmiałe traktowanie efektów świetlnych, często malował przesycone światłem krajobrazy widziane przez otwarte drzwi z ciemnych wnętrz. 

## Wybrane prace
- Dintorni di Firenze, (Okolice Florencji),
- Il chiostro di Santa Croce (Klasztor Santa Croce),
- Ritratto di Teresa Fabbrini, (Portret Teresy Fabbrini).